# Дубровка (сельское поселение село Бутчино)
Дубровка — деревня в Куйбышевском районе Калужской области России. Входит в состав сельского поселения «Село Бутчино».

## География
Расположена примерно в 13 км к юго-востоку от Бетлицы и в 155 км к юго-западу от Калуги.

## История
Деревня возникла в составе Кондрыкинской волости Жиздринского уезда Калужской губернии в 1854 году путём переселения крестьян из д. Лужницы той же волости во «вновь образованную деревню Дубровку по предписанию Калужской палаты государственных имуществ от 15 марта 1854 года». Изначально было переселено пять дворов, в 1857 году на участок земли был дополнительно причислен отставной унтер-офицер с семьёй, также уроженец д. Лужницы. После 1861 года в составе Бутчинской волости Жиздринского уезда. Население деревни составляло в 1858 — 90 (в шести дворах), в 1896 — 165, в 1913 — 284 человека.

## Население
| 2002 | 2010 |
| ---- | ---- |
| 24   | ↘14  |